# Цисар Олександр Миколайович
Олекса́ндр Микола́йович Ци́сар (12 вересня 1979 — 12 червня 2015) — український військовослужбовець, капітан (посмертно) Збройних сил України, учасник російсько-української війни.

## Короткий життєпис
Народився в місті Городок, згодом родина переїхала до Сатанова. Закінчив Сатанівську ЗОШ та Київський національний університет будівництва і архітектури (КНУБА) — здобув фах інженера-будівельника. Одружився, був приватним підприємцем, спочатку в Києві, з виготовлення меблів — конструював, розробляв макет. Згодом подружжя переїхало до Хмельницького, відкрили приватну фірму з виробництва меблів на замовлення. Вів здоровий спосіб життя, займався боксом.
1 серпня 2014 року прийшла повістка з військкомату, мобілізований. Через тиждень, коли чоловік уже був на військових зборах, дружина дізналася, що під її серцем зародилося нове життя.
Старший лейтенант, командир взводу 2-го батальйону 93-ї окремої механізованої бригади. Проходив підготовку в Академії Сухопутних військ. З грудня перебував у зоні бойових дій поблизу Донецького аеропорту. Легендарними стали його роботи при обороні ДАП, вважався одним з найкращих саперів сектору «Б», відбудовував укріпрайон «Мурашник». Наприкінці 2-ї декади червня-2015 мав їхати додому. Останній дзвінок Олександра додому був 11 червня.
Загинув 12 червня 2015 року в районі Донецького аеропорту під час виконання бойового завдання. Військові їхали з села Водяне до селища Опитне (Ясинуватський район), близько 19:00 їх БТР підірвався на протитанковій міні, машина згоріла. Тоді ж загинули молодший лейтенант Олег Угринович та солдат Степан Загребельний, ще 5 бійців потрапили до шпиталю.
15 червня 2015-го похований у Хмельницькому на Алеї Слави, кладовище Ракове.
Без Олександра лишилися дружина Тетяна, донька Настя, 4-місячний син.

## Нагороди та вшанування пам'яті
- 22 вересня 2015 року, — за мужність, самовідданість і високий професіоналізм, виявлені у захисті державного суверенітету та територіальної цілісності України, вірність військовій присязі, — нагороджений орденом Богдана Хмельницького III ступеня (посмертно)[1].
- нагороджений Почесною відзнакою міської громади «Мужність і відвага» жителів міста Хмельницького (посмертно, рішення 5-ї сесії Хмельницької міської ради від 16.3.2016)
- Почесний громадянин міста Хмельницького (посмертно)
- на будівлі Сатанівської ЗОШ відкрито меморіальну дошку випускнику Олександру Цисарю.